# راجر کورمن
راجر ویلیام کورمن (انگلیسی: Roger William Corman؛ زادهٔ ۵ آوریل ۱۹۲۶ – درگذشتهٔ ۹ مه ۲۰۲۴) کارگردان فیلم، هنرپیشه، فیلم‌نامه‌نویس و تهیه‌کننده اهل ایالات متحده آمریکا بود. وی از سال ۱۹۵۴ میلادی تا ۲۰۲۴ مشغول فعالیت بوده است.
از فیلم‌هایی که وی در آن نقش داشته است، می‌توان به فیلادلفیا، قصر ارواح و حمله سری اشاره کرد.

## کارگردانی
- اطلس
- بالماسکه مرگ سرخ
- برج لندن
- ترور
- حمله سری
- دو ساد
- قصر ارواح
- کلاغ سیاه
- مغاک و آونگ
- هفت‌تیرکش
- حمله هلهله‌چی ۵۰ فوتی
- لونی تونز
- اربابان اعماق